# TRAIL
A TRAIL halálligand a TNF család tagja, amely specifikus receptoraihoz kapcsolódva apoptózist indukál arra érzékeny sejtekben.
A TRAIL (Tumor Necrosis Factor Related Apoptosis Inducing Ligand) vagy másik nevén APO-2 ligand szekvenciájában nagy mértékű homológiát mutat a TNF-fel és a limfotoxinnal. A TRAIL élettani szerepéről keveset tudunk. A TRAIL ellentétben a többi halálliganddal nagyon sok szövetben állandóan expresszálódik (például lép, tímusz, limfociták, prosztata, petefészek, placenta, vékony- és vastagbél), azonban agyban, herékben és májban expressziója nem mutatható ki. Különlegessége még, hogy normális sejtek nem, viszont számos tumorsejtvonal, illetve a vírussal fertőzött limfoblasztok érzékenyek a TRAIL-re (Wu 2004). Eddig aktivált T-limfociták citotoxicitásában, az aktiváció indukálta sejthalálban és az immuntoleranciában mutatták ki szerepét.

## A TRAIL receptorai
A TRAIL-nek négy receptora ismert, ebből kettő csalétek receptor, amelyek megkötik a ligandokat, de apoptózist nem indukálnak a sejtben. A DcR1-nek hiányzik az intracelluláris doménje, a sejtfelszínhez egy glikozil-foszfatidil-inozitol horgonyozza ki. A másik álreceptor a DcR2 egy erősen hiányos fehérje, trunkált haláldoménnel rendelkezik. Ezeknek az álreceptoroknak a túltermelése gátolja a TRAIL okozta apoptózist azáltal, hogy elvonják a TRAIL-t az igazi receptoroktól.
Az  „igazi” receptorok a DR4 és a DR5. Érdekes, hogy ezeket a receptorokat ugyanazok a szövetek expresszálják, amelyek a TRAIL-t is, és a DR4 és DR5 heterotrimereket is alkothatnak. A négy receptor génje egymás mellett helyezkedik el a 8-as kromoszómán, ez arra utal, hogy ugyanabból az ősi génből származnak.
A TRAIL szignálkomplexében kimutatták a FADD-ot és a kaszpáz-8 tűnik a legfontosabb iniciátorkaszpáznak. A TRAIL receptorok aktiválják az NFκB aktivációs kaszkádot a TRAF2-NIK-IKK, és a JNK-kinázokat a TRAF2-MEKK1-MKK4 útvonalon (Wajant 2004).